# Атаян, Степан Меликович
Степан Меликович Атаян (Атоян, узб. Stepan Melikovich Atayan, арм. Աթոյան Ստեփան; род. 13 июля 1966, Баку) — советский, узбекистанский и греческий футболист. Ныне является тренером.

## Карьера

### В качестве футболиста

#### В клубах
Является воспитанником бакинского «Нефтчи». С 1989 до 1991 года выступал в ашхабадском «Копетдаге», за которого сыграл 93 матча и забил 6 голов. В середине 1991 года перебрался в джизакскую «Согдиану» и выступал за этот клуб пол сезона. После распада СССР остался уже в независимом Узбекистане и в начале 1992 года подписал контракт с кокандским «Темирйулчи», за которого выступал один сезон и сыграл в 25 матчах и забил три гола. В начале сезона 1993 года перешёл в ферганское «Нефтчи» и выступал за «ферганских нефтяников» до середины 1995 года. За это время он стал одним из лидеров команды и сыграл за эти сезоны в 73 матчах и забил 14 голов. В середине 1995 года перебрался в греческий «Проодефтики» и выступал за этот клуб полтора сезона. Некоторое время в 1996 году был членом ещё одного греческого клуба «Провитан». В середине 1996 года вернулся в ферганское «Нефтчи» и выступал за него до середины 1997 года, где сыграл 40 матчей и забил 20 голов.
В середине 1997 года вновь перешёл в стан «Проодефтики» и выступал за данный греческий клуб до середины 1999 года. С середины 1999 до конца 2000 года выступал за греческие клубы: «Халкидона» и «Атромитос», где и закончил свою профессиональную карьеру в качестве футболиста.

#### В сборной
Выступал за национальную сборную Узбекистана в 1995—1996 годах. Свой дебютный матч за национальную сборную Атоян сыграл 18 июля 1995 года в малайзийском Кубке Мердека, против сборной Венгрии. Всего за сборную Узбекистана Степан Атоян сыграл девять матчей, три из них он сыграл в Кубке Азии 1996 года который проходил в ОАЭ.

### В качестве тренера
После окончания карьеры в качестве футболиста, Атоян остался в Греции и начал тренерскую деятельность. Он получил тренерский диплом АФК, тренерский диплом категории В и лицензию от УЕФА. Начал тренерскую деятельность в греческой футбольной академии и тренировал детские, юношеские и молодёжные команды от 13 до 19 лет. Позднее тренировал различные греческие клубы выступающих в различных по уровню лигах.

## Достижения

### Командные
«Темирйулчи»
- Финалист Кубка Узбекистана: 1992

«Нефтчи» Фергана
- Чемпион Узбекистана: 1993, 1994, 1995
- Серебряный призёр чемпионата Узбекистана: 1996
- Обладатель Кубка Узбекистана: 1994, 1996

### Личные
- Третье место в номинации лучший футболист года в Узбекистане: 1993